# Tvárnost
Tvárnost (poddajnost, plasticita) je mechanická vlastnost materiálů, důležitá především u kovů a jejich slitin. Je to míra schopnosti měnit tvar působením vnější síly při plastické deformaci bez porušení celistvosti materiálu. Tvárnost úzce souvisí s vnitřní stavbou látky, jejím chemickým složením, teplotou tvárného materiálu a druhem tvářecího procesu.